# Militärrabbinat (Bundeswehr)

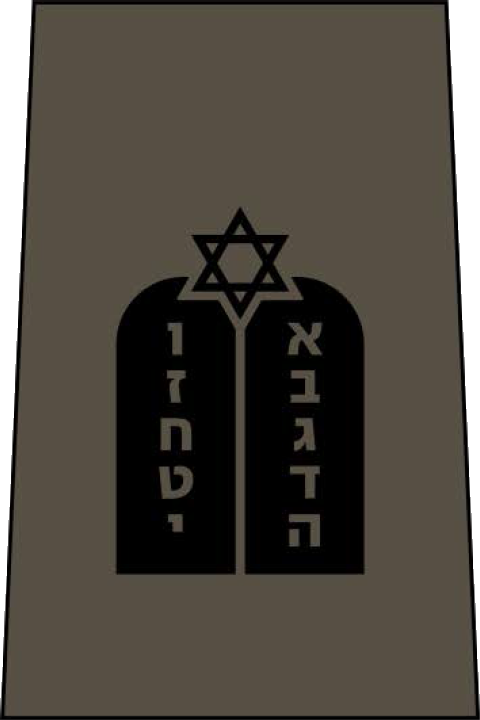
Verwendungsabzeichen (Schulterstück) für jüdische Militärgeistliche der Bundeswehr.

Das Militärrabbinat (MRB) ist eine obere Bundesbehörde im Geschäftsbereich des deutschen Bundesministeriums der Verteidigung und die zentrale Verwaltungsbehörde der jüdischen Militärseelsorge der Bundeswehr mit Sitz in Berlin. Das religiöse Oberhaupt ist der Militärbundesrabbiner Zsolt Balla und die Leiterin des Militärrabbinates ist Monika Heimburger.

## Geschichte
Am 28. Mai 2020 verabschiedete der Deutsche Bundestag das Gesetz über die jüdische Militärseelsorge und setzte damit den am 20. Dezember 2019 unterzeichneten Staatsvertrag zwischen der Bundesrepublik Deutschland und dem Zentralrat der Juden um.
Der Militärbundesrabbiner Zsolt Balla nahm im Juni 2021 seinen Dienst auf. Erste Leiterin des Militärrabbinates war von 2021 bis 2023 Angelika Günzel. Seit 2023 ist Monika Heimburger die Leiterin.

## Aufgabe und Organisation
Das Militärrabbinat dient als Dienststelle für die circa zehn Militärrabbiner als Beamte auf Zeit und der Unterstützung ihrer Arbeit. Aufgabe der Militärrabbiner ist von Gesetzes wegen das Lehren der Halacha, die Entscheidung religiöser Fragen, die Sicherstellung der Einhaltung der Mizwot und die Seelsorge im In- und Ausland sowie im Rahmen einer Begleitung in Auslandseinsätzen und Übungen. Das seelsorgerische Angebot richtet sich nicht nur an die schätzungsweise 300 Soldaten jüdischen Glaubens und ihre Familien, sondern auch an Personen anderer oder keiner Konfession.
Die religiöse Leitung übernimmt der Militärbundesrabbiner und die Leitung der oberen Bundesbehörde als Dienststelle die Leiterin des Militärrabbinates. Der Militärbundesrabbiner wird vom Zentralrat der Juden bestimmt und kann von diesem abberufen werden. Er steht in keinem Amts-, Dienst- oder Beschäftigungsverhältnis mit der Bundesrepublik Deutschland.

## Sitze
Hauptsitz des Militärrabbinates ist Berlin. Außenstellen befinden sich in Hamburg, Köln, Leipzig, München und Schwielowsee.